# Manu Katché
Emmanuel Katché, conegut com a Manu Katché (nascut el 27 d'octubre de 1958) és un bateria, compositor, lletrista i intèrpret francès.

## Carrera

### Músic de sessió
Emmanuel "Manu" Katché va néixer a Saint-Maur-des-Fossés, els suburbis del sud-est de París, França. De mare francesa, costurera a Christian Dior i pare de Costa d'Ivori que va tornar a l'Àfrica quan el jove Manu tenia 2 anys i a qui no coneixeria, va ser criat pels seus avis.
Va participar en diversos àlbums d'èxit a mitjans dels 80, com al So del Peter Gabriel al 1986 o el …Nothing Like the Sun i el The Soul Cages de l'Sting al 1987 i 1990 respectivament. Des d'aleshores ha participat de l'escena pop, rock i músiques del món tocant amb diversos artiestes i bandes, incloent Afro Celt Sound System, Jeff Beck, Al Di Meola, Tears for Fears, Eurythmics, Simple Minds, Dire Straits, Laurent Voulzy, Jeanne Mas, Joni Mitchell, Mike Lindup, Jan Garbarek, Mango, Manu Chao, Loreena McKennitt, Youssou N'Dour, Robbie Robertson, Joan Armatrading, Joe Satriani, Tori Amos, Richard Wright, Kyle Eastwood, The Christians, Ryūichi Sakamoto, o els anteriorment mencionats Peter Gabriel iSting, amb qui també ha fet diverses gires. Manu Katché també ha treballat amb Zlatan Stipišić Gibonni, un cantant croata, als seu àlbums Mirakul (2001) i Unca Fibre (2006), i ha sortit de gira per als dos àlbums amb ell.
També ha tocat la bateria en tots els temes excepte en un del disc Matters of the Heart de Tracy Chapman del 1992.

### Amb Preface
Del 1985 al 1988 va formar part de la banda Preface, amb el guitarrista Kamil Rustam.

### En solitari
El 1992, Manu Katché va publicar el seu primer àlbum en solitari, It's About Time, en gran part dins del gènere rock, amb músics convidats com Daniel Lanois, David Rhodes, Peter Gabriel, David Sancious, Branford Marsalis i Sting. Els seus següents àlbums es van emmarcar tots dins del jazz.
El segon àlbum en solitari va ser publicat per ECM Records el 12 de setembre de 2005 i es va titular Neighbourhood. Hi van participar Jan Garbarek al Saxòfon, Tomasz Stańko a la Trompeta, Marcin Wasilewski al Piano i Slawomir Kurkiewicz al contrabaix. El seu tercer àlbum, també amb ECM, va ser Playground, i es va publicat al setembre del 2007. Al març del 2010, Manu Katché va publicat Third Round, novament amb ECM.
Des del 2003 al 2007, juntament al productor Dove Attia, al compositor André Manoukian i la cantant Marianne James, va ser un dels quatre jutges al programa de televisió Nouvelle Star, la versió francesa d'Idol. Va ser el jutge més temut per l'enginy i el seu judici sever sobre el groove, el ritme i el tempo dels concursants cantants.
Des del gener del 2008, Manu Katché presenta mensualment el programa One Shot Not a la cadena Arte.
Al 2010 Manu Katché va compondre la música instrumental per sis de les regions del parc temàtic belga Bellewaerde. Un àlbum, amb 12 composicions fetes per al parc, incloent música per les àrees mexicana, de l'oest, l'Índia i el Canadà es venia com a recordança a les botigues del parc.
Al 2010 publica també amb ECM Third Round, el seu quart àlbum en solitari. A aquest el seguirien Manu Katché (ECM, 2012), Live in Concert (ACT, 2014), Touchstone for Manu (ECM, 2014), Unstatic (Anteprima, 2016) i The Scope (Anteprima, 2019).
L'agost del 2011 també es va publicar l'àlbum Rock the Tabla, en el qual van participar Manu Katché, Billy Cobham, A.R. Rahman, Hossam Ramzy i Omar Faruk Tekbilek.

## Material utilitzat
Manu Katché va començar a tocar bateries Pearl, abans de ser escollit per la marca Yamaha per tocar la bateria i utilitzar els seus maquinaris. És fix de la sèrie Oak Custom, de color gris brillant, però també es veu tocant amb d'altres acabats, com ara negre sòlid o morat. La configuració del kit de bateria és clàssica, amb tom-toms de 12", 13" i 16", un bombo de 22" i una caixa amb acabat de coure negre de 14"×5,5" de la seva pròpia signatura. Cal esmentar que també hi ha un model de 14"× 6,5".
Toca plats de Zildjian amb la sèrie de referència "K Dark-Thin" als plats de 16 i 18 polzades, un xarleston "New Beat Avedis" de 13 polzades, dos splash "A Custom " de 6 i 8 polzades, que són la seva signatura sonora. També utilitza un raid "Avedis Rock Ride" de 21 polzades i finalment un crash "EFX" de 18 polzades.
Està patrocinat per les baquetes de Zildjian, dels quals va néixer un model de signatura, amb una punta bastant rodona suficient per a un toc ben pronunciat.
L'afinació dels tom-toms segueix sent força greu, amb una ressonància molt gran pel tom-tom baix. La caixa està suficientment afinada i presenta un gran nivell de punteria en el rimshot. El so sempre és natural i obert, perquè mai no s'ofega.

## Discografia

### Àlbums en solitari
- It's About Time (BMG, 1992)
- Neighbourhood (ECM, 2005)
- Playground (ECM, 2007)
- Third Round (ECM, 2010)
- Manu Katché (ECM, 2012)
- Live in Concert (ACT, 2014)
- Touchstone for Manu (ECM, 2014)
- Unstatic (Anteprima, 2016)[3]
- The Scope (Anteprima, 2019)

### Col·laboracions
Amb Jeff Beck
- Who Else! (1999)

Amb Tracy Chapman
- Matters of the Heart (1992)

Amb Dire Straits
- On Every Street (1991)

Amb Peter Gabriel
- So (1986)
- Biko (1987)
- Passion (1989), Soundtrack
- Shaking the Tree: Sixteen Golden Greats (1990), Compilation
- PoV (1990), Concert Video Album
- Us (1992)
- Secret World Live (1994)
- OVO (2000), Soundtrack
- Up (2002)
- Long Walk Home: Music from the Rabbit-Proof Fence (2002)
- Hit (2003), Compilation
- Play the Videos (2004)
- Still Growing Up: Live and Unwrapped (2005)
- Back to Front: Live at O2 (2014)

Amb Jan Garbarek
- Ragas and Sagas (ECM, 1990)
- I Took Up the Runes (ECM, 1990)
- Twelve Moons (ECM, 1992)
- Visible World (ECM, 1995)
- In Praise of Dreams (ECM, 2003)
- Dresden: In Concert (ECM, 2009)

Amb Herbie Hancock
- The Imagine Project

Amb Nigel Kennedy
- Kafka (1996)

Amb Tony Levin
- World Diary (1996)

Amb Loreena McKennitt
- The Book of Secrets (1997)
- An Ancient Muse (2006)

Amb Joni Mitchell
- Chalk Mark in a Rain Storm (1988)
- compilat a:
  - Misses (1996)
  - The Beginning of Survival (2004)
  - Dreamland (2004)
  - Songs of a Prairie Girl (2005)

Amb Joe Satriani
- Joe Satriani (1995)
- The Electric Joe Satriani: An Anthology (2003)

Amb Sting
- ...Nothing Like the Sun (1987)
- The Soul Cages (1991)
- Brand New Day (1999)
- All This Time (2001)
- At the Movies (2002)
- Sacred Love (2003)

Amb Louis Bertignac
- Elle et Louis (1993)

Amb Richard Wright
- Broken China (1996)

Amb Robbie Robertson
- Robbie Robertson (1987)

Amb Tori Amos
- Boys For Pele (1996)

Amb Tears for Fears
- The Seeds of Love (1989)

Amb Francis Cabrel
- Sarbacane (1989)
- Samedi Soir Sur La Terre (1994)